# Duellerende vrouwen
Duellerende vrouwen (Combate de mujeres) is een schilderij van José de Ribera uit 1636. Het is een belangrijk werk uit de periode waarin de invloed van de Venetiaanse School zich steeds sterker deed gelden in zijn kunst. Het doek, dat lange tijd in koninklijke handen was, wordt sinds 1820 tentoongesteld in het Museo del Prado in Madrid.

## Voorstelling
In 1552 speelde zich in Napels een bijzonder duel af: twee vrouwen, Isabella de Carazi en Diambra de Petinella, vochten om de liefde van Fabio di Zeresola. Hoewel de uitkomst van het duel niet meer bekend is, bleef het lang tot de verbeelding spreken. Lang werd gedacht dat het schilderij deze episode liet zien. Het is echter waarschijnlijker dat het werk deel uitmaakte van een reeks schilderijen met Romeinse thema's. Die werd in de jaren dertig van de zeventiende eeuw gemaakt voor het Buen Retiro-paleis van Filips IV. Ribera kreeg de opdracht voor dit schilderij van Manuel de Acevedo y Zúñiga, de onderkoning van Napels, waarschijnlijk in naam van de koning.
Ribera koos ervoor het moment te schilderen waarop de staande vrouw op het punt staat om haar rivale de genadestoot te geven. Op de achtergrond volgen de toeschouwers de scène aandachtig. In tegenstelling tot de levensgrote dames op de voorgrond, zijn zij slechts schetsmatig weergegeven. Waarschijnlijk dienden reliëfs met strijdende Amazonen de schilder tot voorbeeld. Op dergelijke laat-Romeinse reliëfs zijn de figuren op de voorgrond bijna driedimensionaal, terwijl de achtergrond bijzonder vlak is gebeeldhouwd. Ribera paste deze benadering in deze periode vaker toe, bijvoorbeeld in Het martelaarschap van de apostel Filippus. Ribera moet ook bekend zijn geweest met het boek Saturnalium van Justus Lipsius, waarin afbeeldingen van vrouwelijke gladiatoren waren opgenomen. Ten slotte valt de invloed op van Venetiaanse schilders, zoals Titiaan en Veronese, vooral in de warme, gouden kleuren van de rechter vrouw.

## Herkomst
Duellerende vrouwen maakte deel uit van de verzameling van Filips IV. In 1666 verscheen het voor het eerst in een inventaris van het koninklijk alcázar in Madrid. Het werk overleefde de grote brand van 1734, maar raakte wel beschadigd. Later hing het in verschillende vertrekken in het nieuwe koninklijke paleis. Bij de oprichting van het Prado liet koning Ferdinand VII het schilderij overbrengen naar dat museum.

## Afbeelding

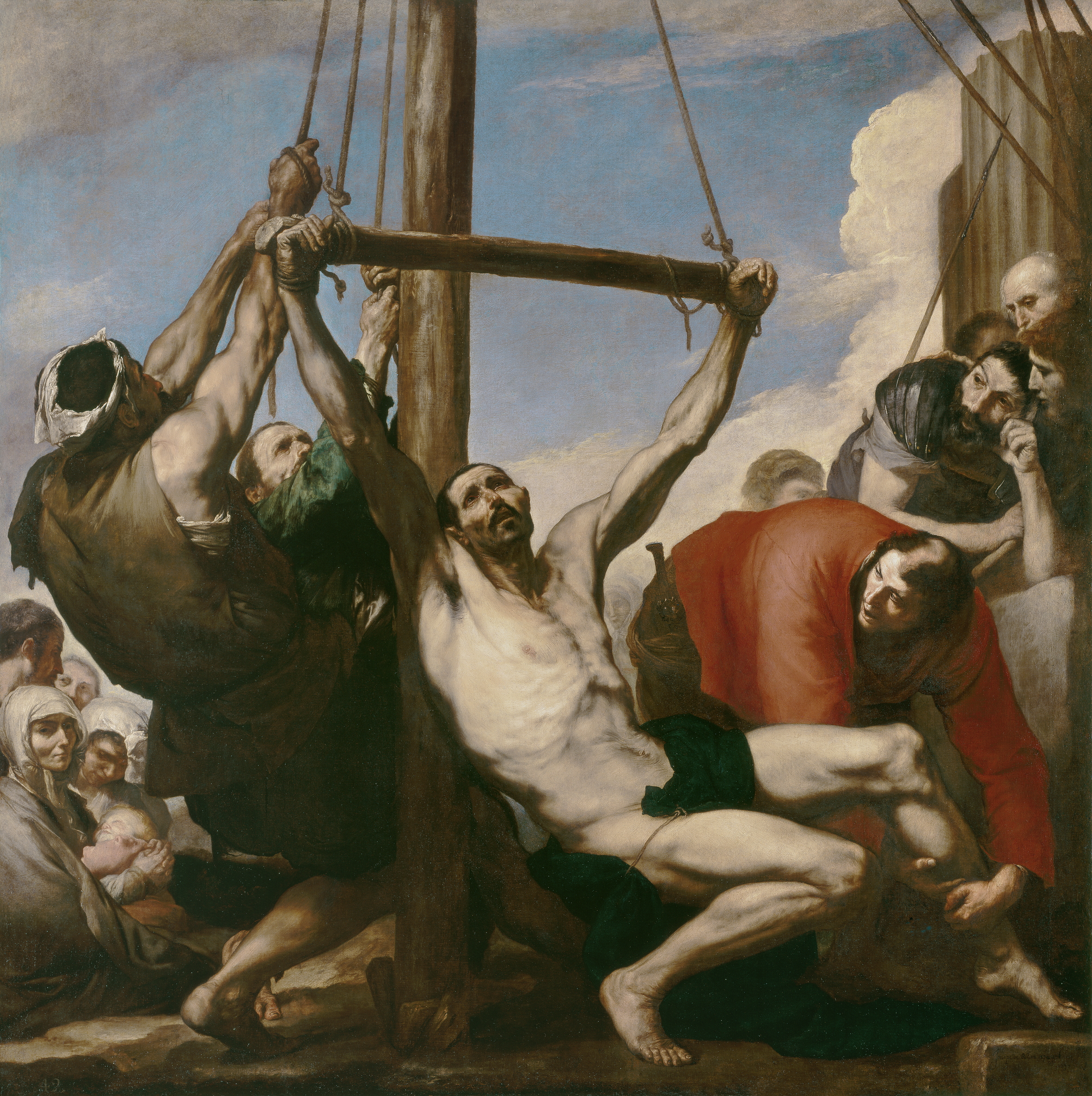
Het martelaarschap van de apostel Filippus (1639)